# White widow

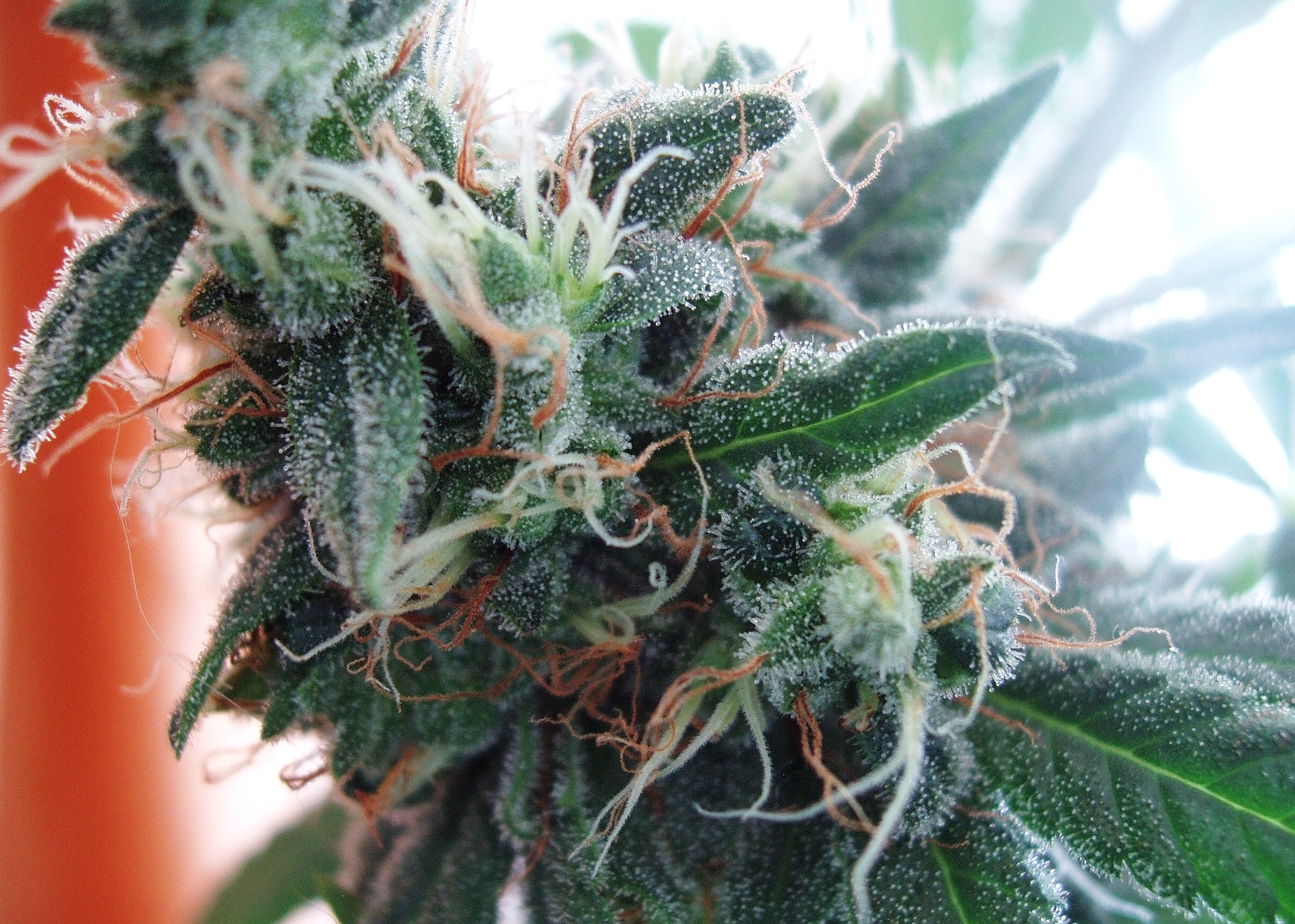
White widow

White widow is een zogenaamde "witte" wietsoort met een hoog THC-gehalte. Het is een kruising tussen een Indiase Cannabis indica en een Braziliaanse Cannabis sativa. Vele kwekers beweren dat hun versie de originele White Widow is, echter werd de eerste versie publiek vrijgegeven door Shantibaba, de voormalige mede-eigenaar van Green House Seeds.
Het is van origine geen buitenplant, maar er zijn varianten die daar wel tegen kunnen. De plant wordt van origine ca. 75 centimeter hoog. Een plant brengt tussen de 100 en 150 gram droge wiet op.
In 1995 won de soort zijn eerste prijs bij de High Times Cannabis cup, later zou de soort nog meerdere prijzen winnen. White widow was in het begin van 2000 een van de meer voorkomende soorten in de coffeeshop. Anno 2024 treft men deze soort nog steeds dikwijls aan in de coffeeshop.